# 小諸市立小諸義塾記念館
小諸市立小諸義塾記念館（こもろしりつこもろぎじゅくきねんかん）は長野県小諸市にある博物館。1994年に小諸市に寄贈された明治時代の私塾「小諸義塾」の本館校舎を館施設とし、当時の資料を展示する施設である。

## 小諸義塾
小諸義塾とは、キリスト教牧師であった木村熊二が小山太郎らの要請の応えて1893年（明治26年）11月に現在の小諸市で開設した私塾である。1906年に閉鎖されるまでキリスト教による近代教育を実践した。塾長は木村熊二、教師は島崎藤村、三宅克己、丸山晩霞らが務めた。

## 展示室
- 1階
  - 第一展示室 - 義塾の教師
  - 第二展示室 - 義塾の歴史
- 2階
  - 第三展示室 - 義塾の教育
  - 第四展示室 - 塾長木村熊二
  - 第五展示室 - 義塾の生徒と木村の業績

## 利用情報
公式ウェブサイトによる。
- 開館時間：9:00 - 17:00
- 休館日：不定休
- 入館料：有料

## 交通アクセス
公共交通機関
JR・しなの鉄道 小諸駅から徒歩3分。
自家用自動車
上信越自動車道・小諸インターチェンジから3キロメートル、自動車で5分。